# Yves de Scépeaux
Yves de Scépeaux est un diplomate et magistrat français du XVe siècle.

## Biographie
Fils d'Yvon de Scépeaux et de Guillemette de Montenay, qui avait de 1424 à 1434 la grande curatelle de son mari.
Yves de Scépeaux étudie à l'Université d'Angers, où Garnier, un de ses ancêtres, avait régenté vers 1350. Il fut recteur en 1432 ou 1434 et négocia l'annexion des trois facultés des arts, de la théologie et de la médécine à la faculté de droit. Conseiller au Parlement de Paris le 9 mars 1438, puis troisième président, le 4 juillet 1441, il fut placé ensuite par Charles VII auprès du dauphin avec le titre de chancelier de Dauphiné, assista en cette qualité aux conférences de Châlons en 1445 et présida les États du Dauphiné à Romans le 23 janvier 1450. 
Il reçoit de Nicolas V, pour lui et sa femme, le privilège de se faire absoudre des cas réservés, 30 septembre 1447.
Le 9 décembre 1450, il négocia le mariage du dauphin, futur Louis XI avec Charlotte de Savoie. Mais il perdit la confiance du dauphin et s'attacha définitivement depuis au Parlement de Paris, en devint le 19 août 1457 premier président, et son mérite personnel le fit surnommer le Grand Président.
Le 29 août 1458, il était au lit de justice où fut jugé le duc d'Alençon Jean II d'Alençon, et le 13 mai 1460 prononçait en la Grand'chambre l'arrêt déclarant le comte d'Armagnac Jean V d'Armagnac criminel de lèse-majesté. À la mort de Charles VII, le nouveau roi Louis XI se rappellera les désagréments que lui a causé Scépeaux lorsqu'il était dauphin, et rancunier le relèvera de ses fonctions. Il mourut quelques mois après le 2 novembre 1461 sans laisser d'enfants de Charlotte de Beauvau, douairière de Landivy et de Mausson, qui fut enterrée dans la chapelle qu'elle avait fait bâtir aux Augustins d'Angers, en 1493.